# 南廠保安宮
22°59′26″N 120°11′44″E / 22.990689°N 120.195602°E
四安境南廠代天府保安宮是位於臺灣臺南市中西區的王爺廟，主祀五府千歲，廟內還供奉一座尊稱為「白蓮聖母」的清乾隆漢滿文御碑石碑座。該廟俗稱「王宮」，並因而有「王宮口」（保安宮前）、「王宫廟後」（保安宮後）、「王宮東」（保安宮東側）等地名:221。而廟前道路稱為「保安路」亦取自廟名。

## 歷史

### 清治時期

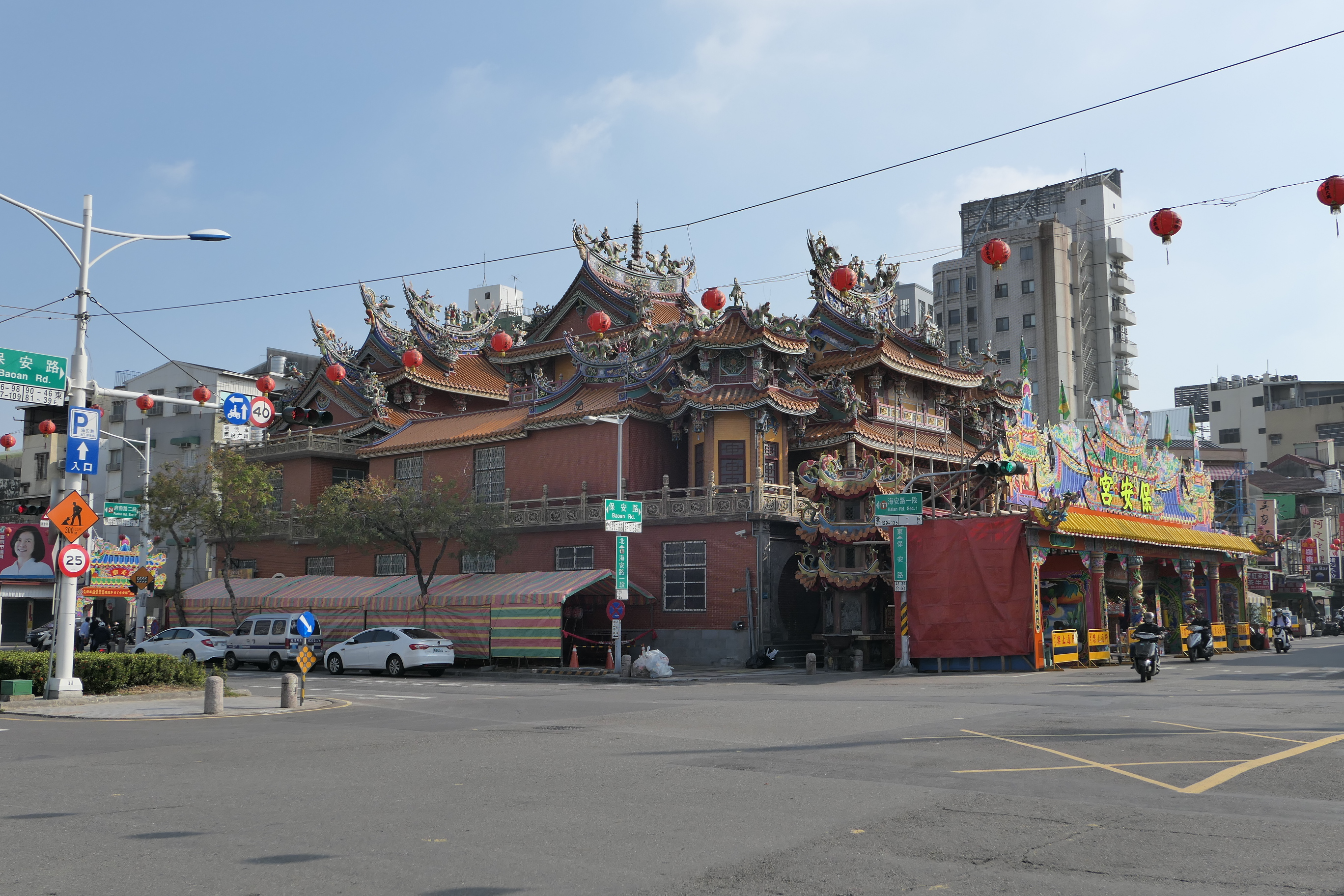
廟身一側

建廟年代約於康熙年間，當時清朝領臺後於附近製作戰船，南廠因而得名。當地漁民主祀從中國大陸恭請來臺恭奉的李府千歲神像。起初只為小祠安座神位，以祈求豐收魚產，康熙五十八年（1719年）時正式建立保安宮。《台南市寺廟台帳》則紀錄此廟建於康熙五十七年（1718年）。
乾隆年間，由林雲氏捐資重修，獻贈「代天府」匾，後於乾隆廿三年（1758年）仕金氏於再度重修。
林爽文事件後，乾隆五十三年（1788年），乾隆帝頒賜十面清乾隆漢滿文御碑來表揚福康安等人戰功，並以贔屭像為碑座。原先規劃九座安置在臺灣府城的福康安祠（現移至赤崁樓），另一座運到諸羅縣城。但從福建運抵台南入港的搬運過程，一座墜海，只好趕製一座補送到諸羅。
嘉慶廿一年（1816年）重修殿宇，獻贈石器、香爐、燭台。道光十五年（1836年）增建東西廂與修葺殿宇，並立大石碑為紀念。同治六年（1867年）再重修。光緒十二年（1886年）增建后殿宇。

### 日治時期
原先贔屭像的墜海處日久成了魚塭。民間相傳此贔屭有靈，導致當地魚群失蹤、魚塭還會傳出亮光。民眾請示此廟的王爺神後，於1911年雇工挖出，名曰「白蓮聖母」，運往此廟安置。

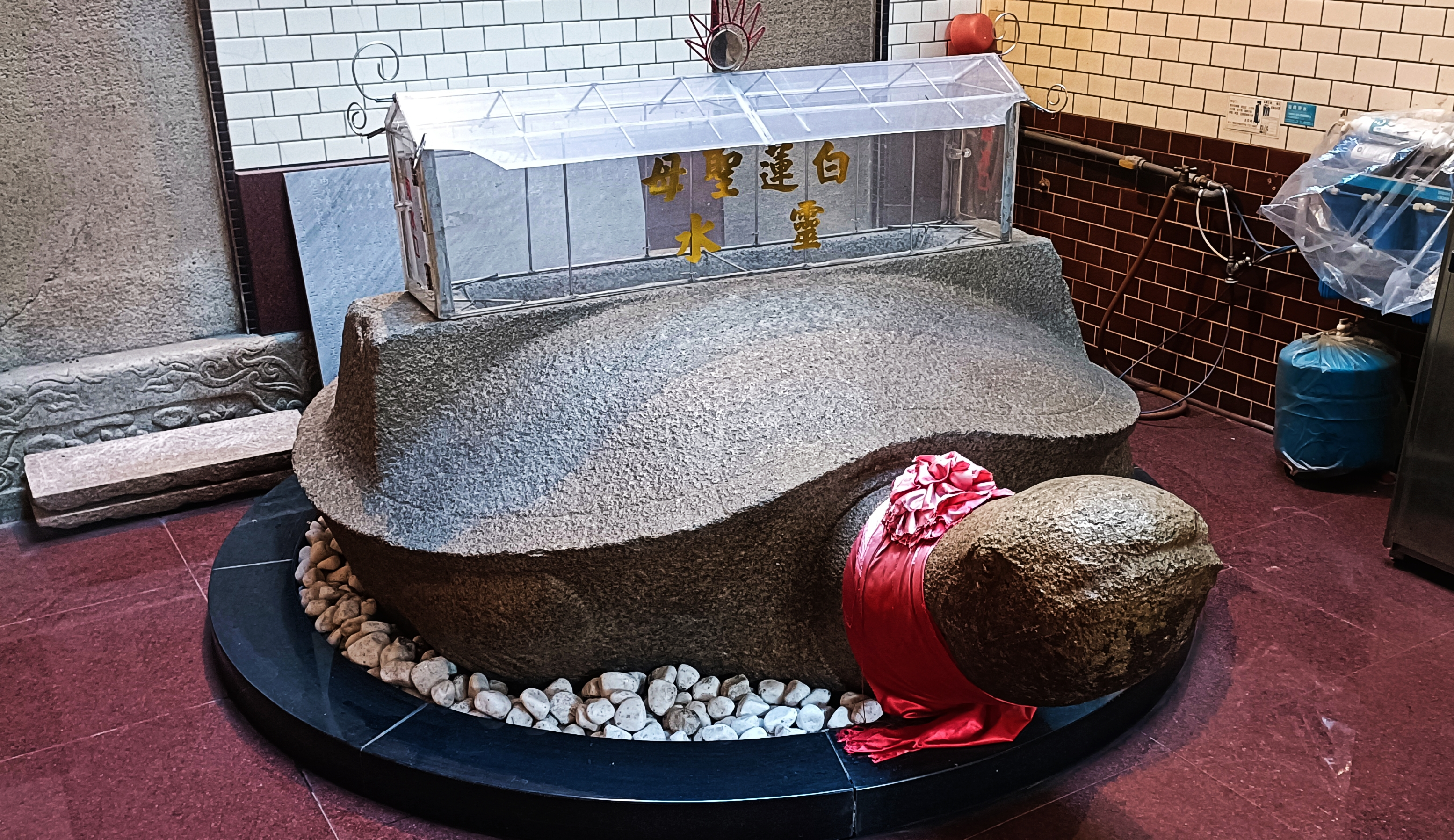
南廠保安宮贔屭像

贔屭像從南頭角街的海埔地移到此廟前面，1912年間，数以千計的香客來拈香焚金，舉市若狂，不分晝夜。傳聞說難孕的婦人可用糯米捏作龜蛋狀，先敬奉之，然後自己食用便可受孕。贔屭原本該置石碑的空位橫約二尺、闊約四寸、深約五六寸，可放水、茶，警方還因此夥同公醫調查是否有下藥或放毒。日本政府認為祭拜贔屭過於迷信，遂令石雕移到該廟房內，並禁止人民乞靈水靈丹，之後更找林、陳姓二參事作協調，以搬入農場內。
1915年，臺南南聲社創立，依附此廟。1923年，廟方重建東西廂。1930年代，許丙丁將嘉義城隍廟、贔屭像與此廟寫入《小封神》的〈九龜精陣亡山仔頂〉。1933年，為開闢大排水溝，廟的四隨亭被拆，改建做拜亭。
二次大戰時，此廟設立名為「西門幼稚園」、收容軍伕家中幼兒的托兒所，戰爭結束即停辦。

### 戰後時期
1946年，為紀念臺灣光復，廟方重修後殿宇。
1956年為開闢財源，建設保安市場攤位，董事會參加興建四座攤位，將其收入做為修廟基金，後來保安市場拆除，但廟前保安街依然有許多小吃店，為台南市最有名的小吃區之一。
1961年重修，並舉行五朝建醮大典。
1979年，配合台南市政府而自拆後殿，使新南路（今府前路二段）開闢。又應海安路拓寬，改建並擴建為二層樓廟殿宇，每層面積約三百坪，自1979年僱工興建，於1985年仲秋完工。
新舊廟之門神皆為潘麗水之作，然舊廟門神並未保留，去向不明。
正殿後壁天官賜福浮雕亦由潘麗水打底稿，再由杜牧河塑造。
1987年，廟前矗立兩座旗桿。旗桿原木則取自台東與花蓮之間深山的兩顆千年檜木。

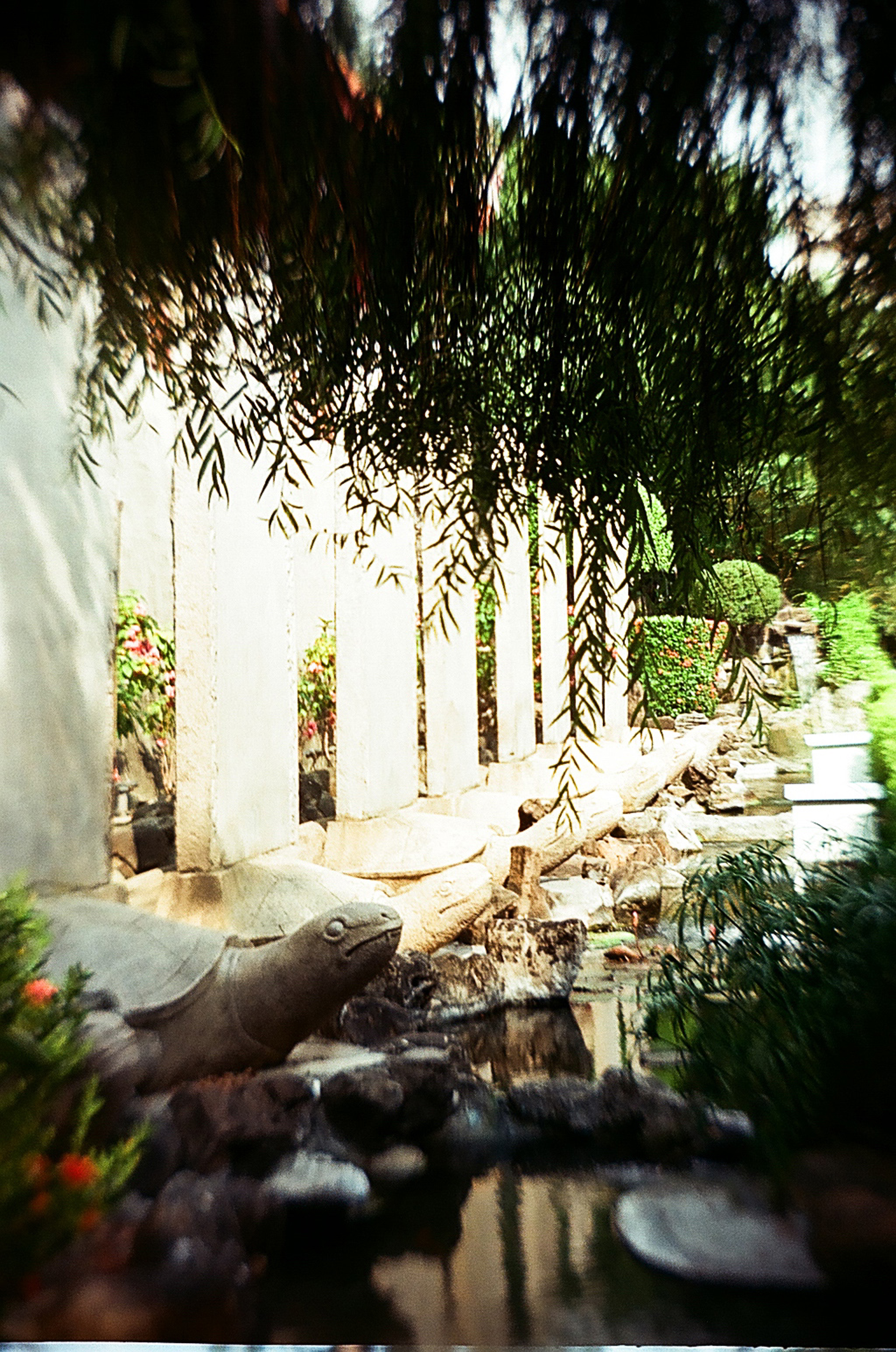
其他九座贔屭像現放於赤崁樓。

## 祭祀
- 一樓
  - 正殿：主祀五府王爺（李、池、吳、朱、范）暨吳府二鎮、吳府老三王，陪祀中壇元帥、高元帥、趙元帥、謝范將軍、白馬將軍、黑虎大將，左陪祀註生娘娘，右陪祀福德正神、五營神將。
  - 後殿：主祀白蓮聖母，左陪祀徐甲真人，右陪祀月老神君

- 二樓
  - 代天巡狩府：主祀七府千歲(李、池、吳、朱、范、天、張 ) ，陪祀義龍院、岳元帥、辛元帥、田都元帥、翼宿星君。
  - 左廂房奉祀觀音佛祖、釋迦牟尼佛、準提佛母、韋馱菩薩、伽藍菩薩、十八羅漢。
  - 右廂房奉祀中軍府、中壇元帥、四大聖者。

當地人認為白蓮聖母附身在廟中的贔屭石碑座，廟方將原本應安放石碑的贔屭像背部放清水，供信眾乞求。有學者表示祭拜贔屭是從古闽族對龜崇拜而來，但根據日治時期報導，贔屭是於大正元年才被挖掘出來，故祭拜贔屭與古閩族的神龜信仰關聯不大。

## 角頭
在南廠保安宮周邊，分成北頭角、南頭角、中頭角及王宮東四個角頭:221。而北頭角角頭廟是尊王公壇:223，南頭角角頭廟是天池壇:226。中頭角及王宮東並無角頭廟。

## 交誼境
鹽水護庇宮、四鯤鯓龍山寺、下林建安宮、祀典武廟、四安境北線尾下大道良皇宮、四安境牛磨後神興宮、四安境頂太子沙淘宮

## 其他
位在南區灣裡的灣裡保安宮，其主神「五府池千歲」據說即是來自南廠保安宮；該廟從1975年開始，每隔數年會到南廠保安宮過爐。而位於南廠境內的南廠萬靈祠，其建祠及領旨加封相傳皆與南廠保安宮的吳府千歲有關。

## 外部連結
官方网站
南廠保安宮的Facebook專頁